# Henry Eccles
Henry Eccles (Londra, 1670 – 1742) è stato un compositore e violinista inglese, figlio di Solomon Eccles.

## Biografia
Il primo evento biografico del quale si abbiano notizie risale alla data del 2 gennaio 1705, nella quale ha tenuto un concerto di beneficenza presso la sala da ballo degli Hill. Nello stesso anno vengono pubblicate alcune sue composizioni in Select Preludes & Voluntarys for the Violin (1705), Comical Songs (1706) e nel terzo volume di Wit and Mirth (febbraio 1707). Il 15 maggio 1717 ha tenuto un concerto presso la sala della Stationers' Company, in onore del duca d'Aumont, ambasciatore francese.
Nel dicembre 1713 Eccles si è probabilmente trasferito in Francia assieme al duca d'Aumont e al suo seguito. A Parigi ebbe forse modo di entrare al servizio del Re Sole. Ivi pubblicò, in due volumi, Dodici sonate per violino (1720). Il primo libro contiene un adattamento di diciotto movimenti dagli Allettamenti per camera (op. 8) di Giuseppe Valentini e un movimento proveniente dalle Invenzioni (op. 10) di Francesco Antonio Bonporti. Una seconda raccolta di dodici sonate (per violino, due per flauto) è stata pubblicata nel 1723. Di questa raccolta, è abbastanza celebre la "Sonata in Sol minore" (in particolare, il primo tempo "Largo"). Queste composizioni risentono pesantemente dell'influenza di Giovanni Valentini.

## Composizioni pubblicate
- Preludio in do minore (in Select Preludes & Voluntarys for the Violin, 1705)
- No more let Damon's eyes (canzone, in Comical Songs, 1706, e Wit and Mirth, volume 3, febbraio 1707)
- Dodici sonate per violino (Parigi, 1720)
- Dodici sonate per violino (Parigi, 1723)